# Io non scappo... fuggo
Io non scappo... fuggo è un film del 1970 diretto da Franco Prosperi, pseudonimo di Francesco Prosperi.

## Produzione
Il titolo provvisorio era La piccola guerra perché faceva il verso ai film La grande guerra e Tutti a casa. Il film fu girato presso gli Studi De Laurentiis a Castel Romano sulla via Pontina. Per gli esterni furono riutilizzati i resti di precedenti scenografie tra cui Porta del Popolo di In nome del popolo sovrano di Luigi Magni. Contemporaneamente erano in lavorazione film come Medea di Pier Paolo Pasolini e La spina dorsale del diavolo con John Huston.